# Gosewatt
Gosewatt (dänisch: Gaasevad oder Gaasvad) ist ein Ortsteil der Gemeinde Husby.

## Lage
Der Ort Gosewatt liegt 1,2 Kilometer südöstlich vom Hauptort der Gemeinde Husby, am südöstlichen Rand des Waldes Husbyries. Die Straße, an welcher die Siedlungshäuser des Ortes liegen, hat ebenfalls den Namen Gosewatt. Die Straße Gosewatt hat ihren Anfang im Norden bei der Kappelner Straße. Die besagte Kappelner Straße führt wiederum in nordwestlicher Richtung nach Husby und in südöstlicher Richtung nach Husbyholz. Im Süden endet die Straße Gosewatt an einem Kreuzungsbereich, an welchem die Hauptstraße des Dorfes Markerup sowie der Seegaarder Weg abzweigen.

## Hintergrund
Erstmals Erwähnung fand der Ort Gosewatt in der Mitte des 18. Jahrhunderts.
Der Ortsname Gosewatt setzt sich aus zwei Wörtern zusammen. Das erste Wort, das niederdeutsche Wort „Gose“ beziehungsweise das dänische Wort „Gaase“, hat die hochdeutsche Bedeutung „Gänse“. Das Wort „Watt“ beziehungsweise im Dänischen das Wort „vad“, verweist vom Wortsinn möglicherweise auf die Feuchtgebiete von Gosewatt. Das Gosewatter Gebiet wird durch den Fluss Moorau durchkreuzt, welcher ein Stück weiter südlich in die Kielstau mündet. Eine andere Möglichkeit wäre, dass das zweite Wort dänisch „vej“, deutsch „Weg“ lautet. Der Ort wurde also mit seiner Benennung auf die eine oder andere Weise mit Gänsen in Beziehung gesetzt.
Einer Sage nach soll bei Gosewatt eine Burg gestanden haben. Der Heimatforscher und Prähistoriker Jakob Röschmann ordnete die Gosewatter Burg auf Grund ihrer Ersterwähnung durch eine Sage als „Sagenburg“ ein. In den 1960er Jahren stellte er hinsichtlich des Gosewatter Burgplatzes fest: „Im Gelände sind keine Spuren mehr zu erkennen.“ Auf seiner Fundkarte des Flensburger Raumes gab er als Koordinate ein freies Gelände an der Kappelner Straße bei Gosewatt an (Lage). Einen Zusammenhang zur zwei Kilometer südlich von Gosewatt gelegenen Burg Alt-Seegaard am Winderatter See zog er nicht.
Bei Gosewatt befand sich noch Mitte des 19. Jahrhunderts wohl lediglich eine Kate, welche zum Gut Lundsgaard gehörte. Auf der Landkarte der dänischen Landesaufnahme von 1857/1858 waren schon mehrere Gebäude von Gosewatt eingezeichnet. Auf der Karte der Preußischen Landesaufnahme um 1879, auf welcher Husby und Umgebung dargestellt wurden, war der Ortsname Gosewatt zu finden. Als Teil der Gemeinde Husby gehörte Gosewatt offenbar schon lange in der Vergangenheit zur Kirchengemeinde Husby. Auf dem dortigen Kirchhof verzeichnet so auch ein Gefallenendenkmal der Kirchengemeinde einen im Ersten Weltkrieg gestorbenen Soldaten aus Gosewatt. 1961 wurden 14 Einwohner in Gosewatt gezählt. 1970 waren es 8 Einwohner. Bis heute ist das Ortsgebiet dünn besiedelt und landwirtschaftlich geprägt. 2019 wurde entlang der Bahnlinie im Bereich Seegard/Gosewatt der Bau des „Solarparks Husby“ beschlossen, sowie Mai 2019